# Фрідом (округ Сок, Вісконсин)
Фрідом (англ. Freedom) — місто (англ. town) в США, в окрузі Сок штату Вісконсин. Населення — 449 осіб (2020).

## Демографія
Згідно з переписом 2010 року, у місті мешкало 447 осіб у 173 домогосподарствах у складі 136 родин. Було 225 помешкань
Расовий склад населення:
| - 95,7 % — білих - 0,7 % — азіатів - 2,5 % — осіб інших рас |

До двох чи більше рас належало 1,1 %. Частка іспаномовних становила 2,5 % від усіх жителів.
За віковим діапазоном населення розподілялося таким чином: 23,5 % — особи молодші 18 років, 63,7 % — особи у віці 18—64 років, 12,8 % — особи у віці 65 років та старші. Медіана віку мешканця становила 43,4 року. На 100 осіб жіночої статі у місті припадало 104,1 чоловіків;  на 100 жінок у віці від 18 років та старших — 125,0 чоловіків також старших 18 років.
Середній дохід на одне домашнє господарство  становив 86 178 доларів США (медіана — 68 000), а середній дохід на одну сім'ю — 102 070 доларів (медіана — 77 857). Медіана доходів становила 47 188 доларів для чоловіків та 45 568 доларів для жінок. За межею бідності перебувало 3,5 % осіб, у тому числі 1,1 % дітей у віці до 18 років та 7,4 % осіб у віці 65 років та старших.
Цивільне працевлаштоване населення становило 234 особи. Основні галузі зайнятості: виробництво — 25,6 %, освіта, охорона здоров'я та соціальна допомога — 16,2 %, будівництво — 9,0 %, роздрібна торгівля — 7,3 %.